# Ровер (фільм)
«Ровер» (англ. The Rover) — австралійська кримінальна драма режисера, продюсера і сценариста Девіда Мішо, що вийшов 2014 року. У головних ролях Гай Пірс і Роберт Паттінсон. Стрічку знято на основі історії Девіда Мішо і Джоела Еджертона.
Продюсерами також були Девід Лінде і Ліз Воттс. Вперше фільм продемонстрували 15 травня 2014 року на 67-му Каннському кінофестивалі у Франції. В Україні прем'єра фільму відбулась 11 вересня 2014 року.

## Сюжет
Минуло 10 років від початку світової економічної кризи: люди переселилися в Австралію, а за гроші тут правлять американські долари. Ерік, колишній австралійський солдат, самотньо роз'їжджає дорогами, заїжджаючи у міста. Після того, як його машину викрала зграя бандюків, Ерік бере зі собою Рейнолдса, брата одного із викрадачів, і вирушає на полювання за кривдниками.

## У ролях
| Актор            | Персонаж                       | Роль                           |
| ---------------- | ------------------------------ | ------------------------------ |
| Гай Пірс         | Ерік англ. Eric                | колишній австралійський солдат |
| Роберт Паттінсон | Рейнолдс англ. Reynolds        | пересічний американський юнак  |
| Скут Макнейрі    | Генрі англ. Henry              | брат Рейнолдса, член банди     |
| Джилліан Джонс   | Баба англ. Grandma             | власниця наркопритону          |
| Девід Філд       | Арчі англ. Archie              | член банди                     |
| Ентоні Геєс      | Рікофферсон англ. Rickofferson | сержант                        |

## Сприйняття

### Критика
Фільм отримав загалом позитивні відгуки: Rotten Tomatoes дав оцінку 66 % на основі 153 відгуків від критиків (середня оцінка 6,4/10) і 61 % від глядачів із середньою оцінкою 3,4/5 (7,408 голосів). Загалом на сайті фільми має позитивний рейтинг, фільму зарахований «стиглий помідор» від кінокритиків і «попкорн» від глядачів, Internet Movie Database — 6,7/10 (11 297 голосів), Metacritic — 64/100 (38 відгуків критиків) і 7,7/10 від глядачів (43 голоси). Загалом на цьому ресурсі від критиків і від глядачів фільм отримав позитивні відгуки.

### Касові збори
Під час показу у США протягом першого (вузького, зі 13 червня 2014 року) тижня фільм показали у 5 кінотеатрах і він зібрав $69,302, що на той час дозволило йому зайняти 33 місце серед усіх прем'єр. Наступного (широкого, зі 20 червня 2014 року) тижня фільм показали у 608 кінотеатрах і він зібрав $481,214 (16 місце). Показ фільму протривав 70 днів (10 тижнів) і завершився 21 серпня 2014 року. За цей час фільм зібрав у прокаті у США 1,114,423  доларів США (за іншими даними 1,109,199$), а у решті світу 761,000 $, тобто загалом 1,875,423 $ при бюджеті 12 млн $.

### Нагороди і номінації[10]
| Рік  | Нагорода                  | Категорія       | Номінант   | Результат |
| ---- | ------------------------- | --------------- | ---------- | --------- |
| 2014 | Сиднейський кінофестиваль | Найкращий фільм | Девід Мішо | Номінація |

### Виноски
1. 1 2  The Rover: Release Info (англ.). Internet Movie Database. Процитовано 19 вересня 2014.
2. 1 2  Ровер. Kino-teatr.ua. Процитовано 19 вересня 2014.
3. 1 2 3 4  The Rover (англ.). Box Office Mojo. Процитовано 19 вересня 2014.
4. 1 2  The Rover (англ.). The Numbers. Процитовано 19 вересня 2014.
5. 1 2  The Rover (англ.). Internet Movie Database. Процитовано 19 вересня 2014.
6. ↑  The Rover (англ.). AllMovie. Процитовано 19 вересня 2014.
7. 1 2 3  The Rover: Full Cast & Crew (англ.). Internet Movie Database. Процитовано 19 вересня 2014.
8. ↑  The Rover (англ.). Rotten Tomatoes. Процитовано 19 вересня 2014.
9. ↑  The Rover (англ.). Metacritic. Процитовано 19 вересня 2014.
10. ↑  The Rover: Awards (англ.). Internet Movie Database. Процитовано 19 вересня 2014.